# Дашкевич Ярослав Михайлович
Яросла́в Миха́йлович Дашке́вич (нар. 5 жовтня 1995 — 27 травня 2018) — солдат Збройних сил України, учасник російсько-української війни.

## Життєпис
Народився 1995 року в селі Синарна (Оратівський район, Вінницька область); виріс в багатодітній родині. Закінчив Вінницьке ВПУ № 5, здобув фах кухаря-кондитера. 20 жовтня 2013 року вступив на військову службу за контрактом; солдат, механік-водій 3-го механізованого взводу 1-ї механізованої роти 1-го механізованого батальйону 24-ї бригади.
З початку березня 2014-го виконував завдання на Луганщині, зазнав поранення. Після лікування вирушив на Донеччину.
26 травня 2018 року зазнав смертельного поранення під вечір на Горлівському напрямку — бронегрупа на БМП-2, яка патрулювала район між опорними пунктами, потрапила в засідку; в боєзіткненні загинув старший солдат Віктор Ферлієвич. Після короткого вогневого зіткнення за підтримки вогнем із сусідніх опорних пунктів ДРГ противника було знищено; двоє бійців дістали поранення. Ярослав зазнав важкого мінно-вибухового поранення внаслідок підриву БМП на міні, наступного дня помер у Харківському військовому госпіталі.
1 червня 2018 року похований в селі Синарна; у Оратівському районі оголошено День жалоби.
Без Ярослава лишились мама Світлана Віталїївна, три сестри і двоє братів.

## Нагороди та вшанування
- указом Президента України № 239/2018 від 23 серпня 2018 року «за особисту мужність і самовіддані дії, виявлені у захисті державного суверенітету та територіальної цілісності України, зразкового виконання військового обов'язку» — нагороджений орденом «За мужність» III ступеня (посмертно)[1]
- 6 грудня 2018 року в Синарнівській школі відкрито та освячено пам'ятну дошку Ярославу Дашкевичу
- пам'ятну дошку Ярославу Дашкевичу також встановлено в Вінницькому ВПУ-5.